# Regañal
Regañal es una variedad cultivar de ciruelo (Prunus domestica), de las denominadas ciruelas europeas,
una variedad de ciruela oriunda de la comunidad autónoma de La Rioja, en el municipio de Soto en Cameros ubicado en la cuenca del río Leza, en la comarca del Camero Viejo. Las frutas tienen un tamaño pequeño, color de piel amarillo calabaza oscuro, uniforme, punteado muy menudo, amarillo intenso, y pulpa de color exacto al de la piel, textura medio firme, bastante jugosa, y sabor muy dulce, muy bueno.

## Historia
'Regañal' variedad de ciruela local cuyos orígenes se sitúan en la zona del río Leza en la comunidad autónoma de La Rioja, en el municipio de Soto en Cameros en la comarca del Camero Viejo.
'Regañal' está cultivada en el banco de germoplasma de cultivos vivos de la Estación experimental Aula Dei de Zaragoza. Está considerada incluida en las variedades locales autóctonas muy antiguas, cuyo cultivo se centraba en comarcas muy definidas, que se caracterizan por su buena adaptación a sus ecosistemas, y podrían tener interés genético en virtud de su características organolepticas y resistencia a enfermedades, con vista a mejorar a otras variedades.

## Características
'Regañal' árbol de porte extenso, vigoroso, erguido, muy fértil y resistente. Las flores deben aclararse mucho para que los frutos alcancen un calibre más grueso. Tiene un tiempo de floración que comienza a partir del 16 de abril con el 10% de floración, para el 20 de abril tiene una floración completa (80%), y para el 29 de abril tiene un 90% de caída de pétalos.
'Regañal' tiene una talla de tamaño pequeño, de forma elíptico redondeado, muy regular, presentando sutura línea bastante marcada de color indefinido, transparente, muy visible, completamente superficial; epidermis fina, transparente, recubierta de pruina blanquecina, siendo el color de la piel amarillo calabaza oscuro, uniforme, punteado muy menudo, amarillo intenso, muy visible, muy abundante sobre todo en la zona pistilar, quedando en cambio libre de punteado la zona peduncular, y la ventral en una estrecha zona a los lados
de la sutura; Pedúnculo corto o mediano, fino, verdoso, pubescencia escasa, muy difícil de apreciar, ubicado en una cavidad pedúncular prácticamente inexistente; pulpa de color exacto al de la piel, textura medio firme, bastante jugosa, y sabor muy dulce, muy bueno.
Hueso semi libre, adherente en zona ventral, pequeño, elíptico, semi globoso, surco dorsal bien acusado con abundante muescas en sus bordes, los surcos laterales suelen ser poco marcados, superficie arenosa, semi lisa.
Su tiempo de recogida de cosecha se inicia en su maduración durante la primera decena del mes de agosto.

## Usos
La ciruela 'Regañal' se comen crudas de fruta fresca en mesa, y también se transforma en mermeladas, almíbar de frutas o compotas para su mejor aprovechamiento.

## Cultivo
Autofértil, es una muy buena variedad polinizadora de todos los demás ciruelos.